# Kyōgen

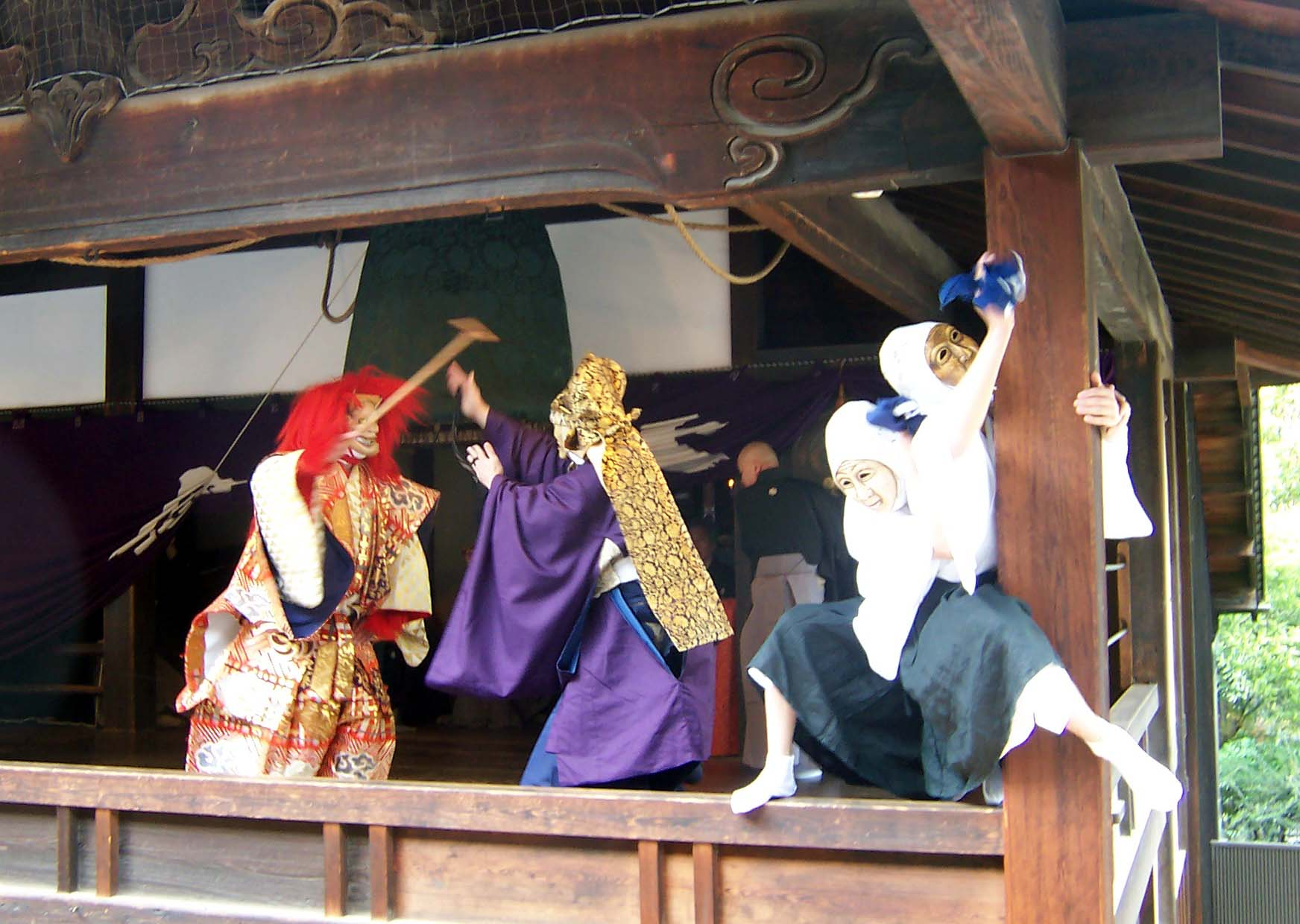
Desempenho Kyōgen.

O Kyōgen (狂言) é a forma cómica de teatro japonês tradicional. Atores kyōgen vêm de famílias específicas e usam uma técnica teatral própria. Existe um directório de peças kyōgen que são representadas entre duas peças de teatro noh, no entanto, mesmo dentro de uma peça do noh existe frequentemente um ator kyōgen para interpretar personagens que vêm rastreando, durante o interlúdio (quando o Shite retorna ao camarim para mudar de roupa e máscara), a história do protagonista. Estes interlúdios estão presentes em três das cinco categorias de noh: noh dos guerreiros, mulheres de noh e os noh do mundo real. No entanto, mesmo sendo o noh e kyōgen jogados na mesma área do palco, são contudo duas artes teatrais distintas. Esta forma de teatro surgiu no século XV, tendo sido difundido durante o período Muromachi e posteriormente durante o período Edo sob o shogunato Tokugawa.